# 宇宙刑事魂
『宇宙刑事魂 THE SPACE SHERIFF SPIRITS』（うちゅうけいじたましい）は2006年5月25日にバンダイナムコゲームスより発売のPlayStation 2用ゲームソフト。

## 概要
1982年から1985年にテレビ朝日系列で放送されていた東映の特撮番組『宇宙刑事シリーズ』（『宇宙刑事ギャバン』『宇宙刑事シャリバン』『宇宙刑事シャイダー』）をテーマとするキャラクターゲームである。
テレビシリーズでは実現しなかった三宇宙刑事の共闘（競演は『シャイダー』最終話で実現しているが、変身や名乗りポーズを決めただけで共闘は描かれなかった）が実現した。また曽我町子演ずるゲームオリジナルの悪役「暗黒銀河女王」が登場。曽我は本作の発売直前である2006年5月7日に急逝したため、本作品が役者としての最後の仕事となった。
『シャイダー』で沢村大 / シャイダーを演じた円谷浩は2001年7月24日に死去したため、声優の川村拓央がシャイダー役を演じている。また、飯塚昭三は『ギャバン』第10話を最後に降板していたドン・ホラー役に24年ぶりに復帰した。
『メタルヒーローシリーズ』としては、『特救指令ソルブレイン』（ファミコン用ソフト）以来のゲーム作品となる。

## あらすじ
西暦1988年（フーマがシャイダーの手で壊滅してから3年後）、宇宙では謎の武装集団による惑星侵略が行われていた。捜査に乗り出したギャバンに暗黒銀河女王と名乗る者から挑戦状が叩きつけられた。宇宙刑事たちは力を合わせ宇宙最大の危機に立ち向かう。

## オリジナルキャラクター
暗黒銀河女王
本作の元凶でラスボス。自らを暗黒宇宙の支配者と名乗る。マクー、マドー、フーマの構成員たちを甦らせ、バード星と地球を壊滅させようと目論む。宇宙刑事たちを小童と見下している。

## コンバットスーツ
バリオゼクター
本作オリジナルのコンバットスーツ。宇宙警察で作られた超電導コンバットスーツであまりにパワーが強すぎるため使用禁止になっていたが、女王に盗まれハンターキラーが装着する。エネルギー消費が悪い弱点の共通等、後に登場するブラックブートレグやギャバンブートレグとの関連性も仄めかせている。

## キャスト
- 一条寺烈（ギャバン）：大葉健二
- 伊賀電（シャリバン）：渡洋史
- 沢村大（シャイダー）：川村拓央
- アラン：宮内洋
- コム長官：西沢利明
- 大山小次郎：鈴木正幸
- ミミー：丸山秀美
- 宇宙刑事アニー：仲田真紀子
- 藤陽一：川嵜海
- 藤わかば：柏木瀬奈
- リン王女：阿部寿美
- ハンターキラー：飯田道郎
- 魔女キバ：三谷昇
- サン・ドルバ：西田健
- ダブルマン、他：塩野勝美
- サイダブラー、他：大村亨
- シャコモンスター、他：福山弘幸
- ノットリダブラー：武井宏征
- ドン・ホラー、魔王サイコ、大帝王クビライ：飯塚昭三 - 本作では首だけの不完全体として登場する。
- 暗黒銀河女王：曽我町子
- ナレーター：政宗一成
- ボイサー：千葉真一※ライブラリィ出演

## 主なスタッフ
- 企画：デジフロイド
- プロデューサー：中潟憲雄
- ディレクター：町田武幸
- ゲームデザイン：鈴木龍治
- プログラマー：宇野智之、西川大悟、桑原弘稔、中山賢、伊達幸祐
- 3Dデザイナー：松枝希世志、南雲裕一、虎谷佳昌、SIN、吉村清人
- モーションデザイナー：常世田陽二、船越零司、中根篤、森田雅人
- アクションコーディネーター：阿部光男
- モーションアクター：前田浩、大橋明、佐々木俊宜、マーク武蔵、伊藤慎
- サウンドクリエーター：藤原保
- 原作：八手三郎
- 暗黒銀河女王・衣装デザイン：野口竜
- ゲームオリジナル宇宙刑事アニー・キャストデザイン：盛作貞三
- 監修：篠原智士（東映株式会社）、松山直美（東映株式会社）